# 屏東縣議會
22°40′54″N 120°29′18″E / 22.681528°N 120.488322°E
屏東縣議會是中華民國臺灣省屏東縣的最高立法機關，位於屏東縣屏東市。目前為第20屆縣議會，自2022年12月25日就任，議長為中國國民黨的周典論，副議長為無黨籍的盧文瑞。

## 沿革
臺灣戰後初期，屏東屬於高雄縣的一部分，僅設省轄市-屏東市政府，分為東、南、北、中四個區；後來又將鄰近之九如鄉、麟洛鄉（包括今長治鄉）併入，合為七個區之省轄市，成立屏東市參議會，是為屏東縣議會之前身。1950年臺澎地區調整行政區域，屏東獨立設縣，屏東市降為縣轄市，原參議會改制為「屏東縣議會」。

## 議會風波
- 屏東縣議會議長林清都在第17屆議長選舉時賄選，判處5年6個月有期徒刑、併科罰金250萬元、褫奪公權5年。屏東縣選舉委員會晚間指出，依規定在判刑確定日當天，林清都的議員職務就解職。[1]
- 第18屆議會臨時會，國民黨籍議員劉淼松因程序問題與主持會議的同黨籍議長周典論爭執，劉怒摔水杯及會議資料退席，結果與台聯黨議員潘長成起衝突，雙方大打出手，勸架中有多名議員掛彩送醫。[2]
- 議會舉行縣政府追加預算聯席審查時，劉淼松到議事廳淋柴油抗議暴力。[3]

## 議員選區及本屆議員
屏東縣議會議員由公民直選產生，第二十屆屏東縣議員任期由2022年到2026年。

### 一般選區
| 選舉區   | 範圍                                                             | 席次 | 政黨                | 議員     | 備註                                                                                                  |
| -------- | ---------------------------------------------------------------- | ---- | ------------------- | -------- | --- |
| 第一選區 | 屏東市                                                           | 12   | 民主進步黨          | 梁育慈   | 新任                                                                                                  |
| 第一選區 | 屏東市                                                           | 12   | 中國國民黨          | 黃明賢   | 連任                                                                                                  |
| 第一選區 | 屏東市                                                           | 12   | 無黨籍              | 蔣家煌   | 連任                                                                                                  |
| 第一選區 | 屏東市                                                           | 12   | 民主進步黨          | 李世斌   | 連任                                                                                                  |
| 第一選區 | 屏東市                                                           | 12   | 無黨籍              | 林明順   | 連任                                                                                                  |
| 第一選區 | 屏東市                                                           | 12   | 無黨籍              | 鄭清原   | 連任                                                                                                  |
| 第一選區 | 屏東市                                                           | 12   | 無黨籍              | 蔣月惠   | 連任                                                                                                  |
| 第一選區 | 屏東市                                                           | 12   | 中國國民黨          | 陳揚     | 連任                                                                                                  |
| 第一選區 | 屏東市                                                           | 12   | 中國國民黨          | 曾義雄   | 新任                                                                                                  |
| 第一選區 | 屏東市                                                           | 12   | 中國國民黨          | 蘇資婷   | 新任                                                                                                  |
| 第一選區 | 屏東市                                                           | 12   | 民主進步黨          | 方一祥   | 連任                                                                                                  |
| 第一選區 | 屏東市                                                           | 12   | 無黨籍              | 張平原   | 連任                                                                                                  |
| 第二選區 | 長治鄉 麟洛鄉 九如鄉 里港鄉 鹽埔鄉 高樹鄉 三地門鄉 霧臺鄉 瑪家鄉 | 8    | 無黨籍              | 盧文瑞   | 副議長                                                                                                |
| 第二選區 | 長治鄉 麟洛鄉 九如鄉 里港鄉 鹽埔鄉 高樹鄉 三地門鄉 霧臺鄉 瑪家鄉 | 8    | 民主進步黨 → 無黨籍 | 吳亮慶   | 因在正副議長選舉跑票，2023年1月3日被開除黨籍。 2023年10月11日因涉買票當選無效定讞。                   |
| 第二選區 | 長治鄉 麟洛鄉 九如鄉 里港鄉 鹽埔鄉 高樹鄉 三地門鄉 霧臺鄉 瑪家鄉 | 8    | 民主進步黨          | 張振亮   | 吳亮慶當選無效定讞，因而遞補。 2024年8月22日因涉犯預備行賄罪，遭法院判決8個月有期徒刑定讞，依法解職。 |
| 第二選區 | 長治鄉 麟洛鄉 九如鄉 里港鄉 鹽埔鄉 高樹鄉 三地門鄉 霧臺鄉 瑪家鄉 | 8    | 中國國民黨          | 宋麗華   | |
| 第二選區 | 長治鄉 麟洛鄉 九如鄉 里港鄉 鹽埔鄉 高樹鄉 三地門鄉 霧臺鄉 瑪家鄉 | 8    | 民主進步黨          | 陳明達   | |
| 第二選區 | 長治鄉 麟洛鄉 九如鄉 里港鄉 鹽埔鄉 高樹鄉 三地門鄉 霧臺鄉 瑪家鄉 | 8    | 無黨籍              | 蘇孟婕   | |
| 第二選區 | 長治鄉 麟洛鄉 九如鄉 里港鄉 鹽埔鄉 高樹鄉 三地門鄉 霧臺鄉 瑪家鄉 | 8    | 中國國民黨          | 王景山   | 2024年6月6日因違反廢棄物清理法，遭法院判決1年10個月有期徒刑定讞，依法解職。                           |
| 第二選區 | 長治鄉 麟洛鄉 九如鄉 里港鄉 鹽埔鄉 高樹鄉 三地門鄉 霧臺鄉 瑪家鄉 | 8    | 中國國民黨          | 何春美   | |
| 第二選區 | 長治鄉 麟洛鄉 九如鄉 里港鄉 鹽埔鄉 高樹鄉 三地門鄉 霧臺鄉 瑪家鄉 | 8    | 無黨籍              | 葉明博   | |
| 第三選區 | 潮州鎮 萬巒鄉 內埔鄉 竹田鄉 新埤鄉 枋寮鄉 泰武鄉 來義鄉 春日鄉   | 10   | 中國國民黨          | 徐榮耀   | |
| 第三選區 | 潮州鎮 萬巒鄉 內埔鄉 竹田鄉 新埤鄉 枋寮鄉 泰武鄉 來義鄉 春日鄉   | 10   | 無黨籍              | 潘連周   | 因涉買票當選無效定讞。                                                                                |
| 第三選區 | 潮州鎮 萬巒鄉 內埔鄉 竹田鄉 新埤鄉 枋寮鄉 泰武鄉 來義鄉 春日鄉   | 10   | 民主進步黨          | 黃建溢   | 潘連周當選無效定讞，遞補當選。                                                                        |
| 第三選區 | 潮州鎮 萬巒鄉 內埔鄉 竹田鄉 新埤鄉 枋寮鄉 泰武鄉 來義鄉 春日鄉   | 10   | 民主進步黨          | 利八魁   | |
| 第三選區 | 潮州鎮 萬巒鄉 內埔鄉 竹田鄉 新埤鄉 枋寮鄉 泰武鄉 來義鄉 春日鄉   | 10   | 中國國民黨          | 許馨勻   | |
| 第三選區 | 潮州鎮 萬巒鄉 內埔鄉 竹田鄉 新埤鄉 枋寮鄉 泰武鄉 來義鄉 春日鄉   | 10   | 無黨籍              | 陳志成   | |
| 第三選區 | 潮州鎮 萬巒鄉 內埔鄉 竹田鄉 新埤鄉 枋寮鄉 泰武鄉 來義鄉 春日鄉   | 10   | 民主進步黨          | 洪明江   | |
| 第三選區 | 潮州鎮 萬巒鄉 內埔鄉 竹田鄉 新埤鄉 枋寮鄉 泰武鄉 來義鄉 春日鄉   | 10   | 中國國民黨          | 李世淦   | |
| 第三選區 | 潮州鎮 萬巒鄉 內埔鄉 竹田鄉 新埤鄉 枋寮鄉 泰武鄉 來義鄉 春日鄉   | 10   | 中國國民黨          | 吳慈慧   | |
| 第三選區 | 潮州鎮 萬巒鄉 內埔鄉 竹田鄉 新埤鄉 枋寮鄉 泰武鄉 來義鄉 春日鄉   | 10   | 無黨籍              | 林郁虹   | |
| 第三選區 | 潮州鎮 萬巒鄉 內埔鄉 竹田鄉 新埤鄉 枋寮鄉 泰武鄉 來義鄉 春日鄉   | 10   | 無黨籍              | 陳宗廷   | |
| 第四選區 | 東港鎮 萬丹鄉 新園鄉                                             | 8    | 中國國民黨          | 周典論   | 議長                                                                                                  |
| 第四選區 | 東港鎮 萬丹鄉 新園鄉                                             | 8    | 中國國民黨          | 洪宗麒   | |
| 第四選區 | 東港鎮 萬丹鄉 新園鄉                                             | 8    | 民主進步黨          | 許展維   | |
| 第四選區 | 東港鎮 萬丹鄉 新園鄉                                             | 8    | 民主進步黨          | 劉孟君   | |
| 第四選區 | 東港鎮 萬丹鄉 新園鄉                                             | 8    | 無黨籍              | 郭再添   | 2025年5月19日因涉犯非法從事匯兌罪，遭法院判刑4年有期徒刑定讞，依法解職                                |
| 第四選區 | 東港鎮 萬丹鄉 新園鄉                                             | 8    | 民主進步黨          | 方文正   | |
| 第四選區 | 東港鎮 萬丹鄉 新園鄉                                             | 8    | 無黨籍              | 林蔡鳳梅 | |
| 第四選區 | 東港鎮 萬丹鄉 新園鄉                                             | 8    | 無黨籍              | 鄭張常敏 | |
| 第五選區 | 崁頂鄉 林邊鄉 南州鄉 佳冬鄉                                      | 4    | 民主進步黨          | 羅平道   | |
| 第五選區 | 崁頂鄉 林邊鄉 南州鄉 佳冬鄉                                      | 4    | 民主進步黨          | 周碧雲   | |
| 第五選區 | 崁頂鄉 林邊鄉 南州鄉 佳冬鄉                                      | 4    | 中國國民黨          | 王啟敏   | 任內病逝                                                                                              |
| 第五選區 | 崁頂鄉 林邊鄉 南州鄉 佳冬鄉                                      | 4    | 無黨籍              | 黃盈裕   | |
| 第六選區 | 恆春鎮 車城鄉 滿州鄉 枋山鄉 獅子鄉 牡丹鄉                        | 3    | 中國國民黨          | 張榮志   | |
| 第六選區 | 恆春鎮 車城鄉 滿州鄉 枋山鄉 獅子鄉 牡丹鄉                        | 3    | 民主進步黨          | 潘芳泉   | |
| 第六選區 | 恆春鎮 車城鄉 滿州鄉 枋山鄉 獅子鄉 牡丹鄉                        | 3    | 中國國民黨          | 盧玟欣   | |
| 第七選區 | 琉球鄉                                                           | 1    | 無黨籍              | 王薇茗   | |

### 原住民選區
| 選舉區     | 範圍                                      | 族群       | 席次 | 政黨       | 議員                         | 備註 |
| ---------- | ----------------------------------------- | ---------- | ---- | ---------- | ---------------------------- | ---- |
| 第八選區   | 全縣                                      | 平地原住民 | 1    | 中國國民黨 | 潘翠雲                       | 新任 |
| 第九選區   | 九如鄉 里港鄉 鹽埔鄉 高樹鄉 三地門鄉      | 山地原住民 | 1    | 中國國民黨 | 張利惠                       | 新任 |
| 第十選區   | 屏東市 長治鄉 麟洛鄉 內埔鄉 瑪家鄉        | 山地原住民 | 1    | 中國國民黨 | 高惠芬                       | 連任 |
| 第十一選區 | 萬丹鄉 萬巒鄉 竹田鄉 泰武鄉               | 山地原住民 | 1    | 無黨籍     | 何長成                       | 連任 |
| 第十二選區 | 潮州鎮 新埤鄉 新園鄉 崁頂鄉 南州鄉 來義鄉 | 山地原住民 | 1    | 無黨籍     | 越秋女                       | 新任 |
| 第十三選區 | 東港鎮 枋寮鄉 林邊鄉 佳冬鄉 琉球鄉 春日鄉 | 山地原住民 | 1    | 無黨籍     | 周陳曉玟                     | 新任 |
| 第十四選區 | 枋山鄉 獅子鄉                             | 山地原住民 | 1    | 無黨籍     | 李紀財 （Mulaneng Paliuliu） | 連任 |
| 第十五選區 | 恆春鎮 車城鄉 滿州鄉 牡丹鄉               | 山地原住民 | 1    | 無黨籍     | 林采穎                       | 連任 |
| 第十六選區 | 霧台鄉                                    | 山地原住民 | 1    | 無黨籍     | 杜仁勇                       | 連任 |

## 政黨席次
| 政黨       | 當前席次 | 備註 |
| ---------- | -------- | ---- |
| 中國國民黨 | 17席     |      |
| 民主進步黨 | 13席     |      |
| 無黨籍     | 22席     |      |

## 歷任正副議長
| 屆別     | 任期           | 任期           | 議長/副議長 | 議長/副議長 | 備註 |
| 屆別     | 就任日期       | 卸任日期       | 姓名        | 姓名        | 備註 |
| -------- | -------------- | -------------- | ----------- | ----------- | ---- |
| 第一屆   | 1951年1月16日  | 1953年1月15日  | 林石城      | 林富崙      |      |
| 第二屆   | 1953年2月16日  | 1955年1月15日  | 林石城      | 林富崙      |      |
| 第三屆   | 1955年1月16日  | 1958年2月20日  | 董錦樹      | 李金祿      |      |
| 第四屆   | 1958年2月21日  | 1961年2月20日  | 董錦樹      | 李金祿      |      |
| 第五屆   | 1961年2月21日  | 1964年2月20日  | 董錦樹      | 李金祿      |      |
| 第六屆   | 1964年2月21日  | 1968年2月20日  | 陳恆隆      | 陳鎮榮      |      |
| 第七屆   | 1968年2月21日  | 1973年4月30日  | 陳啟峰      | 鍾士勇      |      |
| 第八屆   | 1973年5月1日   | 1977年12月29日 | 陳啟峰      | 葉炳輝      |      |
| 第九屆   | 1977年12月30日 | 1982年2月28日  | 陳進興      | 葉炳輝      |      |
| 第十屆   | 1982年3月1日   | 1986年2月28日  | 郭廷才      | 程清水      |      |
| 第十一屆 | 1986年3月1日   | 1990年2月28日  | 郭廷才      | 鄭朝明      |      |
| 第十二屆 | 1990年3月1日   | 1994年2月28日  | 郭廷才      | 鄭太吉      |      |
| 第十三屆 | 1994年3月1日   | 1998年2月28日  | 鄭太吉      | 蔡侑展      |      |
| 第十四屆 | 1998年3月1日   | 2002年2月28日  | 程清水      | 蔡幸爵      |      |
| 第十五屆 | 2002年3月1日   | 2006年2月28日  | 程清水      | 周典論      |      |
| 第十六屆 | 2006年3月1日   | 2010年2月28日  | 周典論      | 林清都      |      |
| 第十七屆 | 2010年3月1日   | 2014年12月25日 | 林清都      | 劉水復      |      |
| 第十八屆 | 2014年12月25日 | 2018年12月25日 | 周典論      | 江維屏      |      |
| 第十九屆 | 2018年12月25日 | 2022年12月25日 | 周典論      | 盧文瑞      |      |
| 第二十屆 | 2022年12月25日 |                | 周典論      | 盧文瑞      |      |